# Campos do Jordão

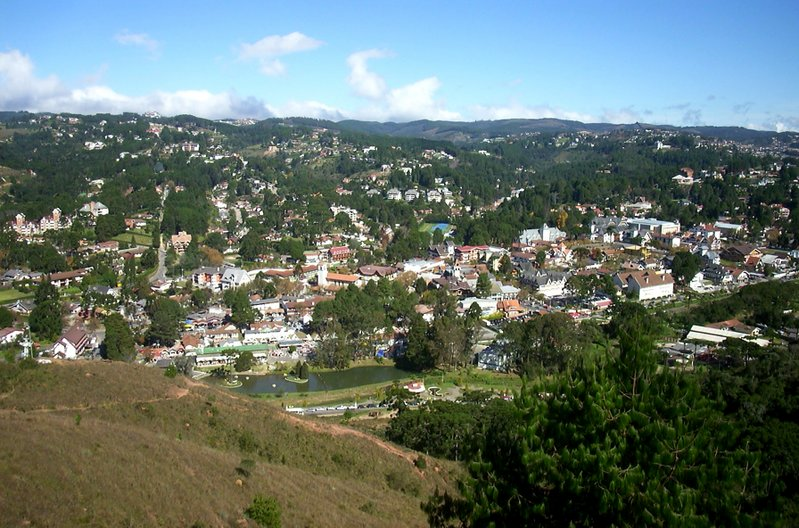
La ciudad de Campos do Jordão.

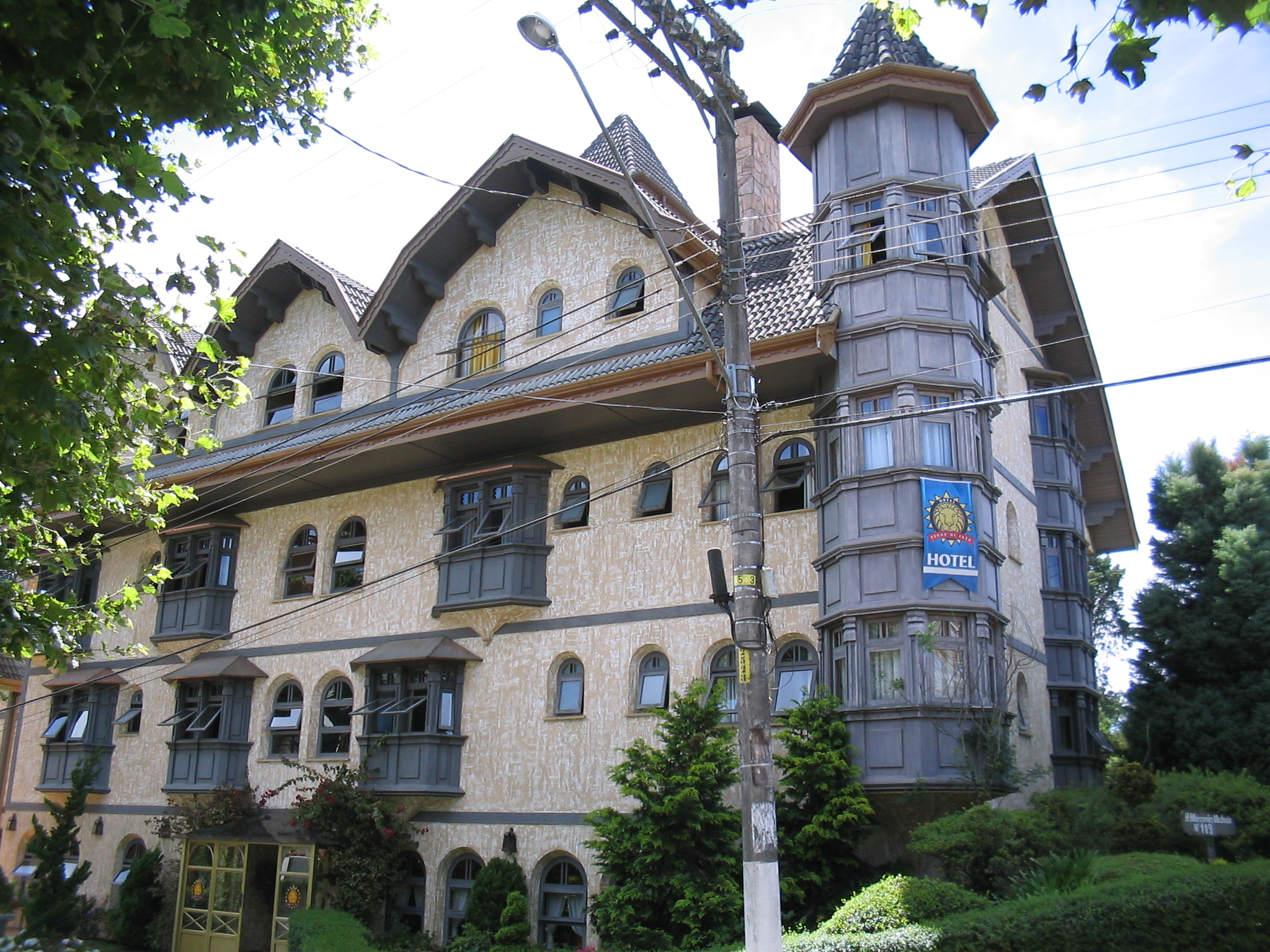
Hotel en Campos do Jordão.

Campos do Jordão es una ciudad (oficialmente se llama Município da Estância Climática de Campos do Jordão) brasileña del Estado de São Paulo. Fundada el 29 de abril de 1874. Localizada en la Sierra de la Mantiqueira, (latitud 22° 44′ 22″ sur, longitud 45º35'29" oeste), estando a una altitud de 1628 m s. n. m. Su población estimada en 2006 era de 49 512 habitantes.
Está ubicada 165 km al este de la capital, donde se llega por modernas carreteras: la Ruta Presidente Dutra y las Rutas Ayrton Senna y Carvalho Pinto. En el invierno recibe muchos turistas atraídos por su clima, que recuerda el de las regiones alpinas (la temperatura puede caer hasta -5 °C en la ciudad). Sus cafés, sus hoteles de estilo alpino, y su Festival de Invierno de música erudita reciben, en el invierno, millares de visitantes y también estudiantes de música que buscan estudiar con las orquestas que se presentan en el festival.

## Clima
Su clima es tropical de altitud (Cwb), con veranos suaves e inviernos con temperaturas bastante bajas para los padrones brasileños. Hubo nevadas registradas en 1928, 1942, 1947 y en 1966, siendo esta la última vez que se registró nieve en la ciudad. Según Paulo Filho, entre 1892 y 1897, era común que hubiera grandes nevadas en la ciudad. Las heladas son comunes durante el invierno y la temperatura mínima absoluta fue de -7,3 °C el 1 de junio de 1979. Su clima templado favorece la creación de hortensias, especialmente las de la especie Hydrangea macrophylla.
Según el Instituto Nacional de Meteorología, la temperatura mínima registrada oficialmente en Campos do Jordao fue -7,3 °C, lo que ocurrió el 1 de junio de 1979, [13] pero otras instituciones han reportado temperaturas aún más bajas, ya que -7,4 °C el 26 de junio de 1918, -8,0 °C en 25 de julio de 1923 y -8,7 °C en julio de 1926. La temperatura más alta observada en la ciudad por INMET fue de 34,0 °C, registrada el 28 de septiembre de 2004. De acuerdo con el Centro de información agrometeorológica Integrado (CIIAGRO), las mayores precipitaciones acumuladas produjeron en Campos do Jordao fue 178,1 mm el 5 de enero de 2000.
El clima de la ciudad era considerada por Joseph Setzer, alrededor del año 1946, como promedio mesotérmico, con veranos suaves y sin estación seca.
Se inició en el siglo XIX, cuando los agricultores identificados "propiedades terapéuticas" en el clima de la época Campos, un pueblo. En la primera mitad del siglo pasado acudieron a Campos do Jordão numerosas compañías de tuberculosis, cuya cura en aquella época era muy difícil. Muchos volvieron totalmente sano. En ese momento el pequeño pueblo había poco turismo se centra más en la función terapéutica. Fueron numerosos sanatorios públicos y privados instalados allí y el gran número de phthisiologists médicos.
Un análisis de los datos sobre las temperaturas de 1965 a 1974, se puede decir que el clima de montaña de Campos do Jordão tipo es templado tropical, sin mostrar nublados vientos húmedos o lluvias fuertes.
El clima de altitud reúne un conjunto de condiciones especialmente favorables, representado por la sequedad y la pureza del aire, atmósfera enrarecida, favoreciendo la ventilación, la intensidad de la radiación solar, incluso en invierno, la temperatura moderada en verano, las condiciones que activan la combustión interna , acoroçoam hematopoise y agudizar las funciones fisiológicas: se trata esencialmente de un clima, tónico, estimulante, esta cualidad apreciable, sobre todo en temporadas invernales, por lo que se indica en la mayor debilitamiento de los estados o debilidad orgánica.
Debido a la gran reducción de la cubierta vegetal en la región, especialmente en pendientes entre Monteiro Lobato y Campos do Jordão, que en el pasado fueron recubiertas totalmente de los bosques, y hoy, en cambio, tienen un 9 % de los campos operados por cambios en el clima, en la dirección correspondiente, es decir, a un clima mesotérmico, con veranos suaves y lluvias en verano.
Este tipo de clima fue, poco a poco, subiendo las laderas de la Mantiqueira, culminando por prevalecer en toda la región. La enmienda, perjudicial para la agricultura, sin embargo, resultó ser realmente beneficioso en las áreas de tratamiento de las enfermedades de los pulmones, lo cual requiere que el clima frío y seco.
Según Regnard, podemos clasificar el clima de un lugar, atento a su altitud, en una de las tres áreas siguientes:
- estaciones intermedias entre la montaña y el llano, por debajo de 1200 m s. n. m.
estaciones de altitud - entre 1200 y 1800 m s. n. m.
estaciones de alta - entre 1800 y 2000 m s. n. m.
Así, Campos do Jordão está en la clase de estaciones de altitud en las mejores condiciones y el Avante Les (1000 m s. n. m.), Caux (1100 m s. n. m.), Leisin (1450 m s. n. m.), Davos (1558 m s. n. m.), Zermat (1620 m s. n. m.) y St. Moritz (1769 m s. n. m.), con la excepción de la última.
El clima de Campos do Jordão, en comparación con la región alpina de Davos Platz, en Suiza, acusado supremacía en el grado de nubosidad, las tasas de insolación y las fluctuaciones de temperatura en los niveles de precipitación.
La nubosidad media Davos Platz fue un 6 por ciento más alto. En cuanto a los días claros, las encuestas dieron un 52 % de los días claros de Campos do Jordão, mientras que en Davos Platz, era solamente el 41 %.
Las diferencias en las temperaturas medias del mes más cálido al mes más frío no eran más de 8 °C en Campos do Jordão, a diferencia de la ciudad suiza, donde las diferencias alcanzaron 20 °C.
El contenido de oxígeno y el ozono en Campos do Jordão se considera superior a Chamonix, la estación francesa famosa por la pureza de su aire, a 2800 m s. n. m..
En el Congreso de Climatología, celebrado en París en 1957, el clima de Campos do Jordão fue considerado el mejor del mundo.